# Wim Hofkens
Wilhelmus Hofkens, dit Wim Hofkens , né le 27 mars 1958 à Made (Brabant-Septentrional), est un footballeur néerlandais reconverti entraîneur. Il est retraité depuis 2014.

## Biographie
Il a été cinq fois international néerlandais de 1983 à 1989.

## Palmarès
- International néerlandais de 1983 à 1989 (5 sélections)
- Champion de Belgique en 1979 avec SK Beveren, 1981 et 1985 avec le RSC Anderlecht et en 1989 avec le FC Malines
- Vainqueur de la Coupe d'Europe des vainqueurs de coupe en 1988 avec le FC Malines
- Vainqueur de la Super Coupe de l'UEFA 1988 avec le FC Malines
- Finaliste de la Coupe de l'UEFA en 1984 avec le RSC Anderlecht
- Vainqueur de la Coupe de l'UEFA en 1983 avec le RSC Anderlecht
- Vainqueur de la Coupe de Belgique en 1978 avec KSK Beveren et en 1987 avec le FC Malines
- 397 matches et 22 buts en Division 1 belge[3].